# 连续时间随机过程
概率论与统计学中，连续时间随机过程或连续时空随机过程是指指数变量（index variable）在连续集中取值的随机过程，而离散时间过程的指数变量则只取离散值。另一种术语用连续参数，更加的一般。
连续随机过程是更加受限的过程，这里的术语通常（但不总是）指指数变量与过程的样本路径都连续。。鉴于可能出现的混淆，需要谨慎对待。
通过等待时间分布，从离散时间过程中构造的连续时间随机过程称作连续时间随机游走。

## 例子
泊松过程属于样本路径不连续的连续时间随机过程，而奥恩斯坦-乌伦贝克过程属于样本路径连续的。